# Offelter Berg
Der Offelter Berg ist ein 176,6 m ü. NHN hoher Berg in der Egge, einem nördlich dem Hauptkamm des Wiehengebirges vorgelagerten Höhenzug südlich von Preußisch Oldendorf-Offelten in Nordrhein-Westfalen.
Der überwiegende Teil des bewaldeten Berges bildet zusammen mit dem östlich liegenden, rund 24 Meter höheren, Limbergs das Naturschutzgebiet Limberg und Offelter Berg. Östlich des Gipfels befinden sich Reste einer Wehranlage, die als Schwedenschanze bekannt ist. Unweit der Schwedenschanze entspringt mehreren Quellgebieten der Landwehrbach. Westlich des Gipfels befindet sich das Quellgebiet des Großen Dieckflusses. Über den Gipfel verläuft der Limberg-Nonnenstein-Weg.